# American Idol
American Idol este o emisiune concurs, din SUA ce-și propune să descopere persoane talentate și să le dea șansa de a avea o carieră muzicală. Printre câștigători se numără Jordin Sparks, Kelly Clarkson sau Carrie Underwood.

## Sezonul 1
Odată reîntoarsă în Burleson, câțiva din prietenii săi au încurajat-o pe Kelly Clarkson să meargă la o audiție în cadrul primei ediții a concursului American Idol. Ea a intrat în competiție alături de alți 10,000 de participanți, juriul format din Paula Abdul, Simon Cowell și Randy Jackson a fost impresionat de vocea acesteia. Ea a câștigat unul dintre primele 30 de poziții care conduceau la finală și a cântat săptămână-de-săptămână câte o melodie în direct, difuzată pe tot întinsul Americii de Nord. În fiecare săptămână telespectatorii trebuiau să voteze interpretarea care le-a plăcut cel mai mult. Melodii precum (You Make Me Feel Like) A Natural Woman", "Without You" și "I Surrender" au condus-o pe Kelly spre finală.
Ajunsă în finală, Clarkson a cântat balada A Moment Like This, compusă special pentru acest concurs, cu ajutorul căreia a obținut 58% din preferințele publicului și a devenit astfel, pe data de 4 septembrie 2002 prima câștigătoare a acestui concurs.
La scurt timp după terminarea primei ediții a concursului American Idol, Kelly a fost acuzată de faptul că a lucrat cu o casă de discuri, lucru interzis în regulamentul concursului.